# Capitulaciones de Granada

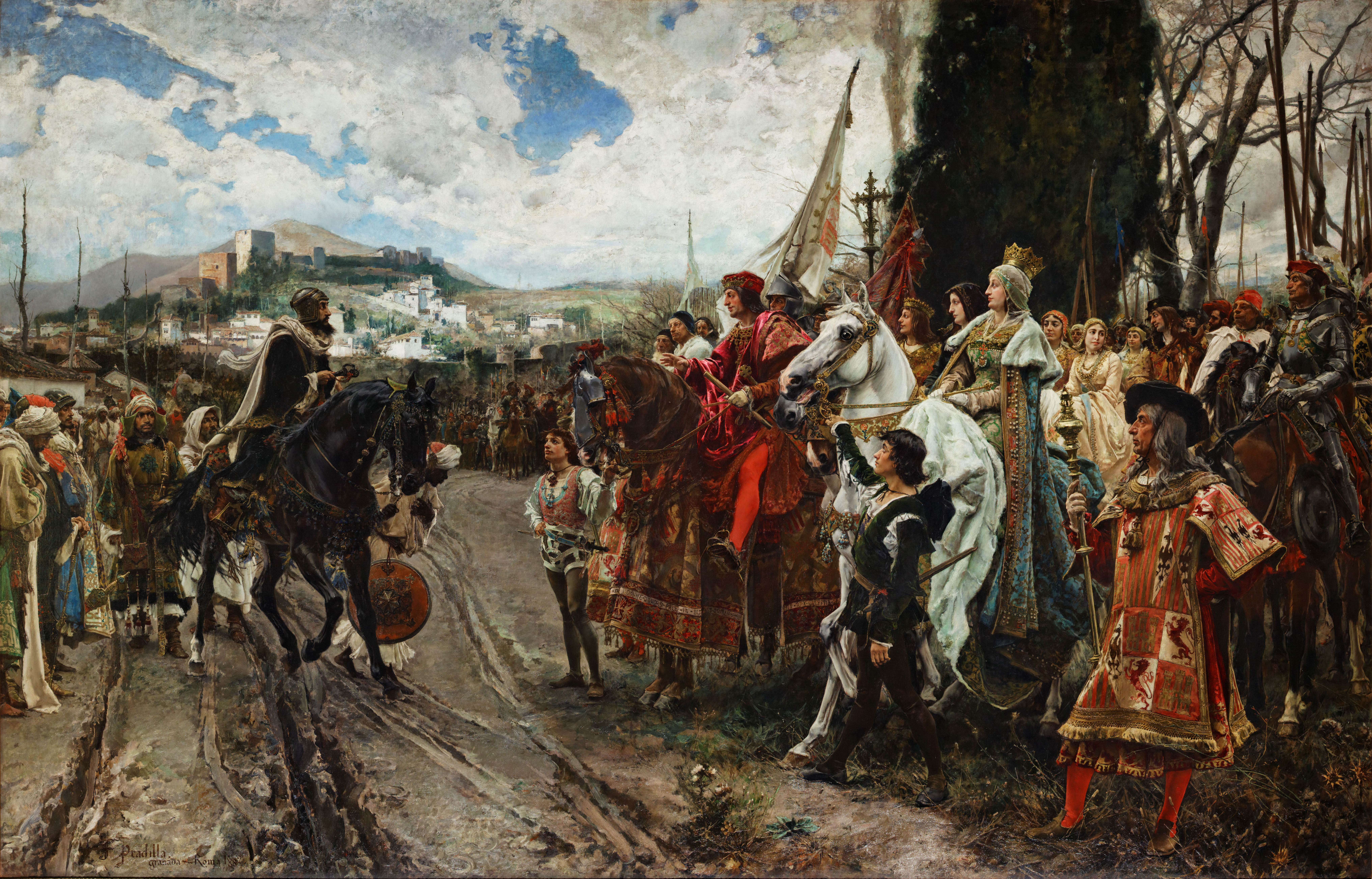
La rendición de Granada por Francisco Pradilla y Ortiz: El sultán Boabdil entrega Granada a los reyes Fernando II de Aragón e Isabel I de Castilla.

Las Capitulaciones para la entrega de Granada se firmaron el 25 de noviembre de 1491. Boabdil y los Reyes Católicos firmaron dichas Capitulaciones en Santa Fe . De esa forma se oficializó la rendición de la ciudad nazarí, que vio entrar por sus puertas a las tropas cristianas el 2 de enero de 1492. Esto puso fin a la guerra de Granada librada entre los Reyes Católicos Isabel I de Castilla y Fernando II de Aragón y el sultán de Granada, Boabdil, quien renunció a la soberanía nazarí de Granada a favor de los monarcas cristianos, quienes garantizaron una serie de derechos a los musulmanes, incluida la tolerancia religiosa y su justo tratamiento en compensación por una rendición incondicional y capitulación.  

## Términos
La capitulación contenía 77 artículos. Entre las condiciones otorgadas por don Fernando y doña Isabel al acordar con los moros granadinos destacan las siguientes:
- El sultán de Granada y los alcaides entregarán la fortaleza de la Alhambra y todas las otras fortalezas, torres y puertas de la ciudad de Granada y del Albayzín.
- Todos los moros se entregarán libre y espontáneamente, y cumplirán como buenos y leales vasallos con sus reyes y señores naturales. No se les obligará a convertirse al catolicismo ni podrán ser molestados por sus costumbres. No podrán ser enrolados en el ejército contra su voluntad.
- El día que el sultán entregase las fortalezas y torres, sus altezas le devolverían a su hijo con todos los rehenes, y sus mujeres y criados, excepto los que se hubieren vuelto cristianos.
- Los moros serán juzgados en sus leyes y causas por su derecho tradicional, con parecer de sus cadís y jueces, que permanecerán en su puesto si son respetados por el pueblo y leales. El jurado estará compuesto de un cadí y un juez cristiano. No se permitirá, sin embargo, que las culpas y delitos pasen de padres a hijos.
- Se permite a los moros llevar armas, excepto pólvora, que deben entregar a las autoridades.
- Los moros son libres de vender o arrendar sus propiedades y viajar a la Berbería si así lo desean sin que se les confisquen sus bienes, garantizando los cristianos que la travesía sería segura durante tres años. Pasado este tiempo, deben avisar a las autoridades con cincuenta días de antelación y mediante el pago de un ducado. Este derecho es recíproco para los habitantes de la Berbería.
- Los moros no estaban obligados a llevar marca distintiva alguna, al contrario que los judíos, que deberían llevarla siempre.
- Los antiguos habitantes de Granada están exentos de impuestos durante tres años. Los tributos serán los habituales según la ley nazarí. Podrán comerciar en todo el reino sin pagar ningún portazgo especial.
- Todos los cautivos cristianos de la ciudad serán entregados a las autoridades castellanas y liberados, a no ser que fueran vendidos antes de la capitulación, como condición para el vasallaje.
- Todos los funcionarios y empleados de la administración nazarí, desde el sultán hasta los siervos, pasando por los alcaides, cadís, meftís, caudillos, alguaciles y escuderos serán bien tratados y recibirán un sueldo justo por su trabajo. Se respetarán sus libertades y costumbres.
- Los cristianos tienen prohibido entrar en las mezquitas, y los judíos no pueden ser recaudadores ni tener bajo su mando ni a cristianos ni a moros. Asimismo, se respetan las limosnas de las mezquitas, que serán administradas por los alfaquíes.
- Se concede una Amnistía e indulto general para todos los prisioneros de Granada, incluidos los que se escaparon de las cárceles cristianas y se refugiaron en la ciudad, excepto si son canarios o negros. Esta amnistía se extiende también a los prisioneros de guerra.

## Consecuencias del tratado
Bajo estas condiciones quedaron los reyes Isabel y Fernando dueños de la ciudad de Granada, por cuyas puertas salió para no volver jamás el sultán Boabdil el mismo día que entró triunfante el ejército cristiano.
Las capitulaciones solo fueron cumplidas por la Corona hasta 1499. Ese año los reyes le encargaron al cardenal Cisneros una política más firme para la cristianización de la ciudad. El cardenal impuso unas medidas represivas que causaron una rebelión en el barrio del Albaicín, y en 1500 quemó en una hoguera todos los libros en árabe que encontró en la ciudad, salvo los de medicina. El año siguiente la Corona decretó, a instancias del mismo cardenal, la conversión forzosa de los musulmanes de Granada al cristianismo, sin opción siquiera a partir al exilio como se le había ofrecido a los judíos en 1492. Las mezquitas fueron convertidas en iglesias, los hammam cerrados y se prohibieron las festividades islámicas. En 1516, Cisneros, ya regente de toda Castilla, publicó una nueva pragmática que obligaba a los descendientes de musulmanes a abandonar su traje, usos y costumbres; pero su aplicación quedó en suspenso unos años.
Tras un periodo de tolerancia bajo el rey Carlos I, su hijo Felipe II de España endureció de nuevo la represión de las costumbres de origen moro, incluyendo la lengua árabe y la música tradicional. Esto dio lugar a la rebelión de los moriscos, en la que los descendientes de los moros del reino de Granada se levantaron en armas contra la Corona en 1568 aduciendo el incumplimiento repetido del tratado. La rebelión fue derrotada tras tres años de dura lucha, tras la cual toda la población morisca del reino de Granada fue desterrada a otros puntos de la corona de Castilla. Finalmente, el rey Felipe III decretaría la expulsión de los moriscos en 1609.

## Documento
El original del Privilegio rodado de Asiento y Capitulación para la entrega de la ciudad de Granada se conserva en el Archivo de los Duques de Frías (depositado en la Sección Nobleza del Archivo Histórico Nacional), bajo la signatura CP. 285, D. 18. Su imagen digital puede verse en Commons. Está fechado a 30 de diciembre de 1491, no 1492 porque en aquella época en España se tomaba el 25 de diciembre como primer día del año. Confirma las Capitulaciones otorgadas en el Real de la Vega de Granada el 25 de noviembre de 1491 entre los reyes Fernando e Isabel y los alcaides Yusuf ibn Comixa y Abu-Casim al Muley en nombre de Boabdil, sultán de Granada. 
En el documento se enumeran un total de 49 confirmantes de la entrega de Granada, los más altos nobles laicos y eclesiásticos que tomaron parte en la guerra de Granada hasta su capitulación. La lista de los confirmantes va encabezada por los Reyes Católicos, quienes confirman y aprueban el privilegio. Los notarios mayores de Castilla, del reino de Toledo y del reino de León testifican el documento. La lista de confirmantes es la siguiente:
1. Juan, príncipe, primogénito heredero de los reinos de Castilla, León, Aragón, ...
2. Isabel, princesa de Portugal, infanta de Castilla y Aragón
3. Pedro González de Mendoza, cardenal de España, primado de España
4. Infante Enrique de Aragón, primo del rey y de la reina
5. Alfonso de Aragón, duque de Villahermosa, sobrino del rey
6. Álvaro de Zúñiga, duque de Béjar, conde de Bañares, justicia mayor de la casa del rey y de la reina
7. Pedro Fernández de Velasco, condestable de Castilla, camarero mayor del rey y de la reina
8. Diego Sarmiento, conde de Salinas, repostero mayor del rey y de la reina
9. Juan Téllez Girón, conde de Ureña, notario mayor de Castilla
10. Pedro Enríquez, adelantado mayor de Andalucía, tío del rey
11. Gutierre de Cárdenas, comendador mayor de la Orden de Santiago
12. Juan Chacón, adelantado del reino de Murcia, contador mayor del rey y de la reina
13. Rodrigo de Ulloa, contador mayor del rey y de la reina
14. Fadrique Enríquez, almirante mayor de Castilla, conde de Melgar y de Rueda, primo del rey
15. Enrique de Guzmán, duque de Medina Sidonia, conde de Niebla, primo del rey y de la reina
16. Luis de la Cerda, duque de Medinaceli, conde de Santa María del Puerto, primo del rey y de la reina
17. Diego López de Mendoza, duque del Infantado, marqués de Santillana
18. Fadrique de Toledo, duque de Alba, conde de Piedrahíta
19. Pedro Manrique, duque de Nájera, conde de Treviño
20. Beltrán de la Cueva, duque de Alburquerque, conde de Ledesma, mayordomo de la casa del rey y de la reina
21. Rodrigo Ponce de León y Núñez, duque de Cádiz, conde de Arcos
22. Pedro Osorio, marqués de Astorga
23. Andrés de Cabrera, marqués de Moya
24. Garcí Fernández Manrique, marqués de Aguilar
25. Rodrigo Alonso Pimentel, IV conde de Benavente
26. Diego Fernández de Córdova, conde de Cabra, vizconde de Iznájar, mariscal de Castilla
27. Bernardino de Mendoza, conde de Coruña
28. Bernardino de Quiñones, conde de Luna
29. Diego López Pacheco, conde de Santistéban
30. Juan Manrique, conde de Castañeda
31. Diego Hurtado de Mendoza, arzobispo de Sevilla
32. Alfonso de Fonseca, arzobispo de Santiago
33. Alonso de Cárdenas, maestre de la Orden de Caballería de Santiago
34. La Orden de Caballería de Calatrava de que el rey y la reina son administradores perpetuos
35. Juan de Zúñiga, maestre de la Orden de Caballería de Alcántara
36. Álvaro de Zúñiga, prior de la Orden de San Juan

37. al 49 los obispos de Burgos, Palencia, Ávila, Coria, Córdoba, León, Oviedo, Astorga, Segovia, Zamora, Mondoñedo, Lugo y Orense.